# Lista siturilor arheologice din județul Ialomița - B
Lista siturilor arheologice din județul Ialomița - B conține toate siturile arheologice din județul Ialomița înscrise în Repertoriul Arheologic Național (RAN) și aflate în localități al căror nume începe cu litera B. RAN este administrat de Ministerul Culturii și Patrimoniului Național și cuprinde date științifice, cartografice, topografice, imagini și planuri, precum și orice alte informații privitoare la zonele cu potențial arheologic, studiate sau nu, încă existente sau dispărute.
Puteți căuta un sit din localitățile care încep cu litera B folosind formularul de mai jos sau puteți naviga prin toate siturile din județ la Lista siturilor arheologice din județul Ialomița.
| Cod RAN                                  | Denumire | Localitate                      | Adresă        | Datare                   | Descoperit | Coordonate                                    | Imagine           | Erori            |
| ---------------------------------------- | --- | ------------------------------- | ------------- | ------------------------ | ---------- | --------------------------------------------- | ----------------- | ---------------- |
| 92998.01.01 (Cod LMI: IL-I-s-A-14029)    | Situl arheologic de la Bordușani - "Popina Mare" / ansamblu anonim (Categorie: locuire civilă) (Tip: Tell)      | sat Bordușani, comuna Bordușani | Popina Mare   | Gumelnița - A2           |            | 44°28′50″N 27°54′40″E / 44.48056°N 27.91111°E | Încărcați imagine | Raportați eroare |
| 92998.01.02 (Cod LMI: IL-I-s-A-14029)    | Situl arheologic de la Bordușani - "Popina Mare" / ansamblu anonim (Categorie: locuire civilă) (Tip: Necropolă) | sat Bordușani, comuna Bordușani | Popina Mare   | Cernavodă                |            | 44°28′50″N 27°54′40″E / 44.48056°N 27.91111°E | Încărcați imagine | Raportați eroare |
| 92998.01.03 (Cod LMI: IL-I-s-A-14029)    | Situl arheologic de la Bordușani - "Popina Mare" / ansamblu anonim (Categorie: locuire civilă) (Tip: Așezare)   | sat Bordușani, comuna Bordușani | Popina Mare   | sec.I a.Ch.- I p.Ch.     |            | 44°28′50″N 27°54′40″E / 44.48056°N 27.91111°E | Încărcați imagine | Raportați eroare |
| 93030.01.01 (Cod LMI: IL-I-m-B-14031.03) | Situl arheologic de la Bucu - "Pochina" / ansamblu anonim (Categorie: locuire) (Tip: Așezare)                   | sat Bucu, comuna Bucu           | Pochina       | Babadag sec.X-VIII a.Ch. |            | 44°36′07″N 27°29′52″E / 44.60194°N 27.49778°E | Încărcați imagine | Raportați eroare |
| 93030.01.01 (Cod LMI: IL-I-m-B-14031.03) | Situl arheologic de la Bucu - "Pochina" / complex Locuința 8 (Categorie: locuire) (Tip: locuință)               | sat Bucu, comuna Bucu           | Pochina       | Babadag                  |            | 44°36′07″N 27°29′52″E / 44.60194°N 27.49778°E | Încărcați imagine | Raportați eroare |
| 93030.01.01 (Cod LMI: IL-I-m-B-14031.03) | Situl arheologic de la Bucu - "Pochina" / complex Locuința 9 (Categorie: locuire) (Tip: locuință)               | sat Bucu, comuna Bucu           | Pochina       | Babadag                  |            | 44°36′07″N 27°29′52″E / 44.60194°N 27.49778°E | Încărcați imagine | Raportați eroare |
| 93030.01.02 (Cod LMI: IL-I-m-B-14031.02) | Situl arheologic de la Bucu - "Pochina" / ansamblu anonim (Categorie: locuire) (Tip: Așezare)                   | sat Bucu, comuna Bucu           | Pochina       | geto-dacică sec.IV-III   |            | 44°36′07″N 27°29′52″E / 44.60194°N 27.49778°E | Încărcați imagine | Raportați eroare |
| 93030.01.02 (Cod LMI: IL-I-m-B-14031.02) | Situl arheologic de la Bucu - "Pochina" / complex Bordeiul 15 (Categorie: locuire) (Tip: bordei)                | sat Bucu, comuna Bucu           | Pochina       | geto-dacică              |            | 44°36′07″N 27°29′52″E / 44.60194°N 27.49778°E | Încărcați imagine | Raportați eroare |
| 93030.01.02 (Cod LMI: IL-I-m-B-14031.02) | Situl arheologic de la Bucu - "Pochina" / complex Bordeiul 16 (Categorie: locuire) (Tip: bordei)                | sat Bucu, comuna Bucu           | Pochina       | geto-dacică              |            | 44°36′07″N 27°29′52″E / 44.60194°N 27.49778°E | Încărcați imagine | Raportați eroare |
| 93030.01.03 (Cod LMI: IL-I-s-B-14031)    | Situl arheologic de la Bucu - "Pochina" / ansamblu anonim (Categorie: locuire) (Tip: Așezare)                   | sat Bucu, comuna Bucu           | Pochina       | sarmatică sec.II-III     |            | 44°36′07″N 27°29′52″E / 44.60194°N 27.49778°E | Încărcați imagine | Raportați eroare |
| 93030.01.04 (Cod LMI: IL-I-s-B-14031)    | Situl arheologic de la Bucu - "Pochina" / ansamblu anonim (Categorie: locuire) (Tip: Așezare)                   | sat Bucu, comuna Bucu           | Pochina       | sec.X-XI                 |            | 44°36′07″N 27°29′52″E / 44.60194°N 27.49778°E | Încărcați imagine | Raportați eroare |
| 93030.01.04 (Cod LMI: IL-I-s-B-14031)    | Situl arheologic de la Bucu - "Pochina" / complex B. 23 (Categorie: locuire) (Tip: bordei)                      | sat Bucu, comuna Bucu           | Pochina       |                          |            | 44°36′07″N 27°29′52″E / 44.60194°N 27.49778°E | Încărcați imagine | Raportați eroare |
| 93030.01.04 (Cod LMI: IL-I-s-B-14031)    | Situl arheologic de la Bucu - "Pochina" / complex B. 24 (Categorie: locuire) (Tip: bordei)                      | sat Bucu, comuna Bucu           | Pochina       |                          |            | 44°36′07″N 27°29′52″E / 44.60194°N 27.49778°E | Încărcați imagine | Raportați eroare |
| 93030.01.04 (Cod LMI: IL-I-s-B-14031)    | Situl arheologic de la Bucu - "Pochina" / complex B. nr. 25 (Categorie: locuire) (Tip: bordei)                  | sat Bucu, comuna Bucu           | Pochina       |                          |            | 44°36′07″N 27°29′52″E / 44.60194°N 27.49778°E | Încărcați imagine | Raportați eroare |
| 93030.01.05 (Cod LMI: IL-I-s-B-14031)    | Situl arheologic de la Bucu - "Pochina" / ansamblu anonim (Categorie: locuire) (Tip: Așezare)                   | sat Bucu, comuna Bucu           | Pochina       | sec. XVI ?               |            | 44°36′07″N 27°29′52″E / 44.60194°N 27.49778°E | Încărcați imagine | Raportați eroare |
| 93030.01.05 (Cod LMI: IL-I-s-B-14031)    | Situl arheologic de la Bucu - "Pochina" / complex Bordeiul 3 (Categorie: locuire) (Tip: bordei)                 | sat Bucu, comuna Bucu           | Pochina       |                          |            | 44°36′07″N 27°29′52″E / 44.60194°N 27.49778°E | Încărcați imagine | Raportați eroare |
| 93030.01.06 (Cod LMI: IL-I-s-B-14031)    | Situl arheologic de la Bucu - "Pochina" / ansamblu anonim (Categorie: locuire) (Tip: Necropolă de inhumație)    | sat Bucu, comuna Bucu           | Pochina       | sarmatică                |            | 44°36′07″N 27°29′52″E / 44.60194°N 27.49778°E | Încărcați imagine | Raportați eroare |
| 93030.01.07 (Cod LMI: IL-I-s-B-14031)    | Situl arheologic de la Bucu - "Pochina" / ansamblu anonim (Categorie: locuire) (Tip: așezare)                   | sat Bucu, comuna Bucu           | Pochina       | Coslogeni                |            | 44°36′07″N 27°29′52″E / 44.60194°N 27.49778°E | Încărcați imagine | Raportați eroare |
| 92998.02.01 (Cod LMI: IL-I-s-B-14030)    | Așezarea Boian de la Bordușani - "Șuvița Golani" / ansamblu anonim (Categorie: locuire civilă) (Tip: Așezare)   | sat Bordușani, comuna Bordușani | Șuvița Golani | Boian                    |            | 44°33′33″N 27°02′13″E / 44.55917°N 27.03695°E | Încărcați imagine | Raportați eroare |
| 101252.01.01                             | Așezarea Latene de la Brazii / ansamblu anonim (Categorie: locuire civilă) (Tip: Așezare)                       | sat Brazii, comuna Radulești    |               | geto-dacică              |            |                                               | Încărcați imagine | Raportați eroare |
| 93030.02.01                              | Situl arheologic de la Bucu / ansamblu anonim (Categorie: locuire civilă) (Tip: Așezare)                        | sat Bucu, comuna Bucu           |               |                          |            |                                               | Încărcați imagine | Raportați eroare |
| 93030.02.02                              | Situl arheologic de la Bucu / ansamblu anonim (Categorie: locuire civilă) (Tip: Așezare)                        | sat Bucu, comuna Bucu           |               | Dridu                    |            |                                               | Încărcați imagine | Raportați eroare |
| 93129.01.01 (Cod LMI: IL-I-s-B-14030)    | Așezarea neolitică de la Bordușelu-La Golani / ansamblu anonim (Categorie: locuire) (Tip: Așezare)              | sat Bordușelu, comuna Ciochina  | La Golani     | Boian                    |            |                                               | Încărcați imagine | Raportați eroare |